# Carboneras
Carboneras este o municipalitate și un oraș din provincia Almería, Andaluzia, Spania, cu o populație de 6.777 de locuitori.